# Joseph Anton Schinzinger
Joseph Anton Schinzinger (selten Josef; * 22. November 1753 in Freiburg im Breisgau; † 29. September 1827 ebenda) war ein deutscher römisch-katholischer Geistlicher, Theologe und Hochschullehrer.

## Leben
Joseph Anton Schinzinger entstammte einer wohlhabenden Freiburger Familie, die ihr Vermögen unter anderem mit Weinbau aufgebaut hatte. Bereits früh weckte er die Aufmerksamkeit der Jesuiten. Im Alter von 16 Jahren, 1769, trat er in den Jesuitenorden ein. Nach der Auflösung des Ordens 1773, verließ er am 16. November desselben Jahres das bereits aufgelöste Kollegium und kehrte mit einem sehr guten Zeugnis zu seinen Eltern zurück. Er verfolgte anschließend weiter das Studium der Katholischen Theologie und empfing am 21. September 1776 die Priesterweihe. 1780 verteidigte er erfolgreich seine Dissertation de revalidatione matrimonii invalide contracti, die Promotion zum Dr. theol. erfolgte schließlich erst, wie damals an der Universität Freiburg üblich, mit seiner Anstellung 1787.
Schinzinger war nach dem Studium zunächst als Hauslehrer tätig. Als Kaiser Joseph II. 1783 in Freiburg das Generalseminar errichtete, bekam Schinzinger die Stelle des zweiten Subrektors zugesprochen. In dieser Position konnte er sich weiter seiner Auseinandersetzung mit der Wissenschaft widmen.
Nach dem Tod Matthias Dannenmayers folgte Schinzinger 1787 dem Ruf auf den Lehrstuhl für Kirchengeschichte. Er soll als Professor ein hervorragender Lehrer gewesen sein, jedoch konnte er sich nicht dazu überzeugen lassen, seine Ausarbeitungen in den Druck zu geben. Daher ist von ihm als Ordinarius ungewöhnlicher Weise kein Buch erschienen. Für das akademische Jahr 1792/93 wurde er zum Rektor der Freiburger Universität gewählt. Durch seine wohlhabende Herkunft war es Schinzinger möglich, der Hochschule finanzielle Mittel zufließen zu lassen. 1799 übernahm er zu seiner Professur und der Verwaltung des Vermächtnisses der Theologischen Fakultät, die Aufsicht über die Freiburger Universitätskirche. Am 4. Mai 1824 trat er in den Ruhestand, kehrte jedoch bereits 1825 zurück an die Universität zurück, um seinen erkrankten Nachfolger zu vertreten. Seine Vorlesungen waren bis zuletzt sehr gut besucht.
Schinzinger hatte neben seiner akademischen Verpflichtung außerdem eine private Verpflichtung durch den frühen Tod seiner Eltern und seines Bruders übernommen. So zog er selbst die Kinder seines Bruders auf und war ihnen ein Lehrer. Der Professor der Chirurgie Albert Schinzinger war sein Großneffe.
Schinzinger führte den Titel eines großherzoglich-badischen Geistlichen Rates.